# De Avonturiers

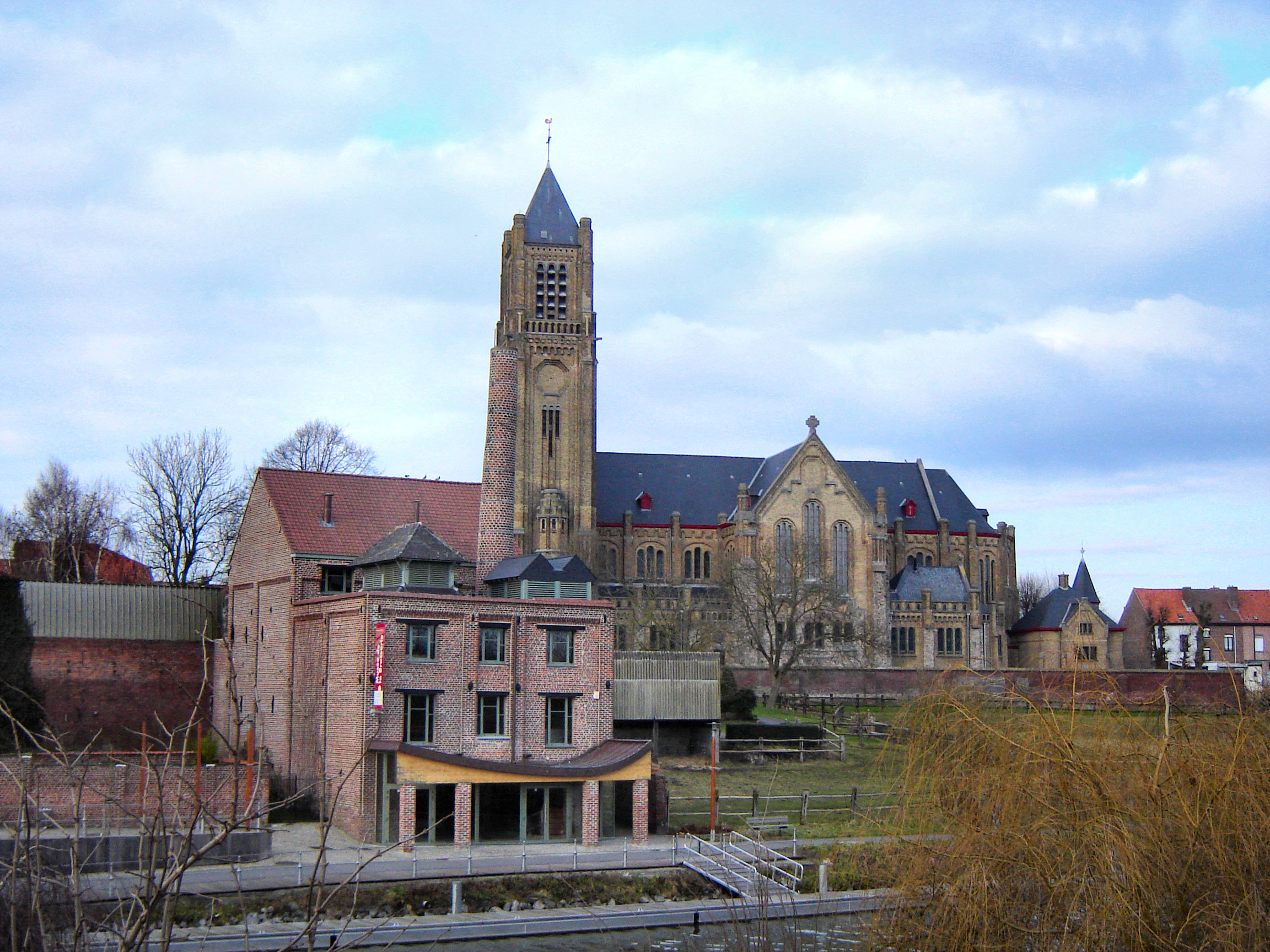
Warneton

De Avonturiers est une chambre de rhétorique de Warneton en Flandre.

## Historique
La chambre de rhétorique « des aventuriers » de Warneton (Retorijcke van der Aventuriers van Waestene), participa, en 1511, a un concours organisé à l'occasion de la procession du sacrement à Nieuport. Elle aurait participé également à des compétitions dans cette ville en 1512 et en 1516, à Dixmude en 1548 et à Courtrai en 1560.

### Littérature
- Vander Straeten 1874-1880. vol. 2, 244-45 ;
- BB 1891-1923, 176-77 ;
- Van Elslander e.a. 1944, 20 ;
- Van Elslander 1968, 51.

#### Sur la littérature néerlandaise
- Littérature néerlandaise.

#### Sur les chambres de rhétorique
- Chambre de rhétorique ;
- Landjuweel.

#### Quelques chambres de rhétorique
- La chambre de rhétorique De Baptisten (Bergues) ;
- La chambre de rhétorique Den Boeck (Bruxelles) ;
- La chambre de rhétorique De Corenbloem (Bruxelles) ;
- Eerste Nederduytsche Academie (Amsterdam) ;
- La chambre de rhétorique De Egelantier (Amsterdam) ;
- La chambre de rhétorique De Fonteine (Gand) ;
- La chambre de rhétorique De Gheltshende (Bailleul) ;
- La chambre de rhétorique De Lelie (Bruxelles) ;
- La chambre de rhétorique De Olijftak (Anvers) ;
- La chambre de rhétorique De Ontsluiters van Vreugde (Steenvoorde) ;
- La chambre de rhétorique De Persetreders (Hondschoote) ;
- La chambre de rhétorique De Royaerts (Bergues) ;
- La chambre de rhétorique Sainte-Anne (Enghien) ;
- La chambre de rhétorique Saint-Michel (Dunkerque) ;
- La chambre de rhétorique 't Mariacranske (Bruxelles) ;
- La chambre de rhétorique De Violette (Bruxelles) ;
- La chambre de rhétorique De Violieren (Anvers) ;
- La chambre de rhétorique De Witte Angieren (Haarlem).